# Willa Rogozińskich w Mogile
Willa Rogozińskich – zabytkowa willa w Krakowie. Znajduje się na terenie Nowej Huty, w Dzielnicy XVIII, w dawnej wsi Mogiła przy ul. Klasztornej 2.

## Historia
Kazimierz Rogoziński i jego żona Agnieszka Biczówna byli nauczycielami w parafialnej szkole podstawowej w Mogile. W 1838 roku zbudowali dla siebie drewniany dom, znajdujący się w miejscu obecnej willi. Dwie izby wynajęli na potrzeby szkoły parafialnej. Ich potomkowie wznosili obok starszego budynku nową willę w latach od około 1880 do początku XX wieku. Autor projektu i wykonawca nie są znani.
W II połowie XIX wieku willa zastąpiła typowe dla tamtych czasów szlacheckie dworki podmiejskie. Budynek należał do Rogozińskich do lat 20. XX wieku. W 1921 roku nowymi właścicielami zostali Jan Ignacy i Katarzyna Lelitowie, a od 1933 roku Władysław Pobóg-Krasnodębski wraz z żoną Anną Marią Krasnodębską. W tym okresie przebudowano wnętrze, dobudowano północne skrzydło oraz budynek ogrodnika, wymieniono okna na otwierane do wewnątrz i zamontowano kraty z herbami. Krasnodębscy nabyli także przylegający od południa majątek Stanisława Zemły i urządzili tam park krajobrazowy.
Po śmierci Władysława Krasnodębskiego w 1947 roku willę przejęła jego siostra, Blanka Regina Terczyńska. Rok później północną część nieruchomości zakupili Franciszek i Katarzyna Lelito, którzy postawili na działce szklarnię i kotłownię. Po 1959 roku majątek przeszedł na własność Skarbu Państwa. Początkowo mieścił się tam komisariat Milicji Obywatelskiej, następnie obiektem zarządzał przyległy Szpital im. Stefana Żeromskiego, co skutkowało stopniową dewastacją budynku.
W 1978 roku spadkobiercy Lelitów sprzedali swoją część willi Andrzejowi Dziembajowi. Od 1992 roku właścicielami północnego skrzydła oraz dzierżawcami pozostałej części zostali Urszula i Władysław Gawłowie. Nowi właściciele podjęli działania mające na celu ratowanie obiektu, organizując w nim przez pewien czas galerię sztuki. Założyli również Stowarzyszenie Malarzy i Miłośników Sztuk Pięknych „Galeria Stary Dworek”, prezentujące między innymi obrazy Antoniego Marii Kwieka .
W czerwcu 2015 roku obiekt został wystawiony na sprzedaż przez Nowe Centrum Administracyjne (NCA), stowarzyszenie założone przez Skarb Państwa. W wyniku przetargu nowym właścicielem została krakowska spółka IPR Development, współinwestor kompleksu biurowego Bonarka 4 Business. Dochody z transakcji przeznaczono na rewitalizację terenów poprzemysłowych w Nowej Hucie  .

## Architektura
Willa Rogozińskich to budynek murowany z cegły, częściowo podpiwniczony i otynkowany. Skrzydło wschodnie jest dwukondygnacyjne z użytkowym poddaszem i balkonem z balustradą. Główny korpus wraz ze skrzydłem zachodnim są jednokondygnacyjne. Najbardziej charakterystycznym elementem willi jest drewniany ganek, usytuowany we wnęce między skrzydłem wschodnim a wschodnią częścią korpusu głównego. Ganek w stylu tzw. „szwajcarskim”, typowym dla willi uzdrowiskowych, przykryty jest dwuspadowym daszkiem, opartym na ośmiu drewnianych słupach, z których cztery wysunięto przed lico elewacji, tworząc formę portyku. Ganek poprzedzają schody. Dach całego obiektu jest wielopołaciowy, kryty dachówką płaszowską (zakładkową).

## Ochrona konserwatorska
31 lipca 1996 roku willę wraz z przylegającym parkiem wpisano do rejestru zabytków miasta Krakowa. Decyzję tę zaktualizowano 4 kwietnia 2016 roku (nr rej. A-1399/M).

## Pomnik Wojciecha Bogusławskiego
W znajdującym się obok parku w 1971 roku odsłonięto pomnik-głaz upamiętniający Wojciecha Bogusławskiego, autora opery Cud mniemany, czyli Krakowiacy i Górale, której akcja toczy się właśnie w Mogile.